# Universe Outside This World
Universe Outside This World er det andet studiealbum af den danske sanger og sangskriver Kim Wagner, der blev kendt gennem sin deltagelse i sangkonkurrencen Voice - Danmarks største stemme på TV 2, hvor han vandt en pladekontrakt med Universal Music i februar 2012. Albummet udkom den 16. april 2012.
Indspilningerne til Universe Outside This World blev påbegyndt i starten af marts 2012 i Medley-studiet i København. Albummet er produceret af danske Søren Mikkelsen og svenske Moh Denebi, mens Kim Wagner selv har co-produceret. Det indeholder ti af Kim Wagners egne sange samt to covernumre; heriblandt "Dedication to My Ex" fra den amerikanske rapper Lloyd, som Wagner optrådte med til Voice-finalen. "All I Ever Wanted" er tidligere blevet udgivet på Wagners debutalbum af samme navn i 1999, mens "Last Chance for Love" er et nummer han skrev til Sanne Salomonsen-albummet Language of the Heart i 1994.

## Spor
| #   | Titel                         | Sangskriver(e)                                                 | Længde |
| --- | ----------------------------- | -------------------------------------------------------------- | ------ |
| 1.  | "The Song, Oh!"               | Kim Wagner, Bo Christensen, Tom Lindby, Dan Hougesen           | 3:20   |
| 2.  | "Freedom Song"                | Luc Reynaud & The Lovington                                    | 3:17   |
| 3.  | "Universe Outside This World" | Wagner, Christensen                                            | 3:14   |
| 4.  | "All I Ever Wanted"           | Wagner                                                         | 3:56   |
| 5.  | "Spin"                        | Wagner                                                         | 3:20   |
| 6.  | "Give It Up for Love"         | Wagner, Phil Thornalley                                        | 3:01   |
| 7.  | "We Try"                      | Isam B., Wagner, Chief 1, Søren Mikkelsen                      | 3:22   |
| 8.  | "I Know You Better"           | Wagner                                                         | 3:19   |
| 9.  | "Last Chance for Love"        | Wagner                                                         | 4:30   |
| 10. | "Dedication to My Ex"         | Dreshan Smith, Jamal Jones, Dwayne Carter, Jr., André Benjamin | 3:15   |
| 11. | "A Different You"             | Wagner, Christensen, Lindby                                    | 3:22   |
| 12. | "Light Above"                 | Wagner                                                         | 3:09   |

| 13. | "Teardrop" (Kim Wagner og Pernille Leeloo) | Robert Del Naja, Grantley Marshall, Andrew Vowles, Elizabeth Fraser | Massive Attack | 2:18 |
| 14. | "Prayin'"                                  | Ben Drew                                                            | Plan B         | 1:41 |
| 15. | "Lady Luck"                                | Jamie Woon, Nemo Jones                                              | Jamie Woon     | 3:16 |
| 16. | "Go"                                       | David Wolinski, Delilah, Andrew Stewart-Jones, Ryan Sutherland      | Delilah        | 3:36 |
| 17. | "All the Right Moves"                      | Ryan Tedder                                                         | OneRepublic    | 4:02 |